# Hagenhausen (Altdorf bei Nürnberg)

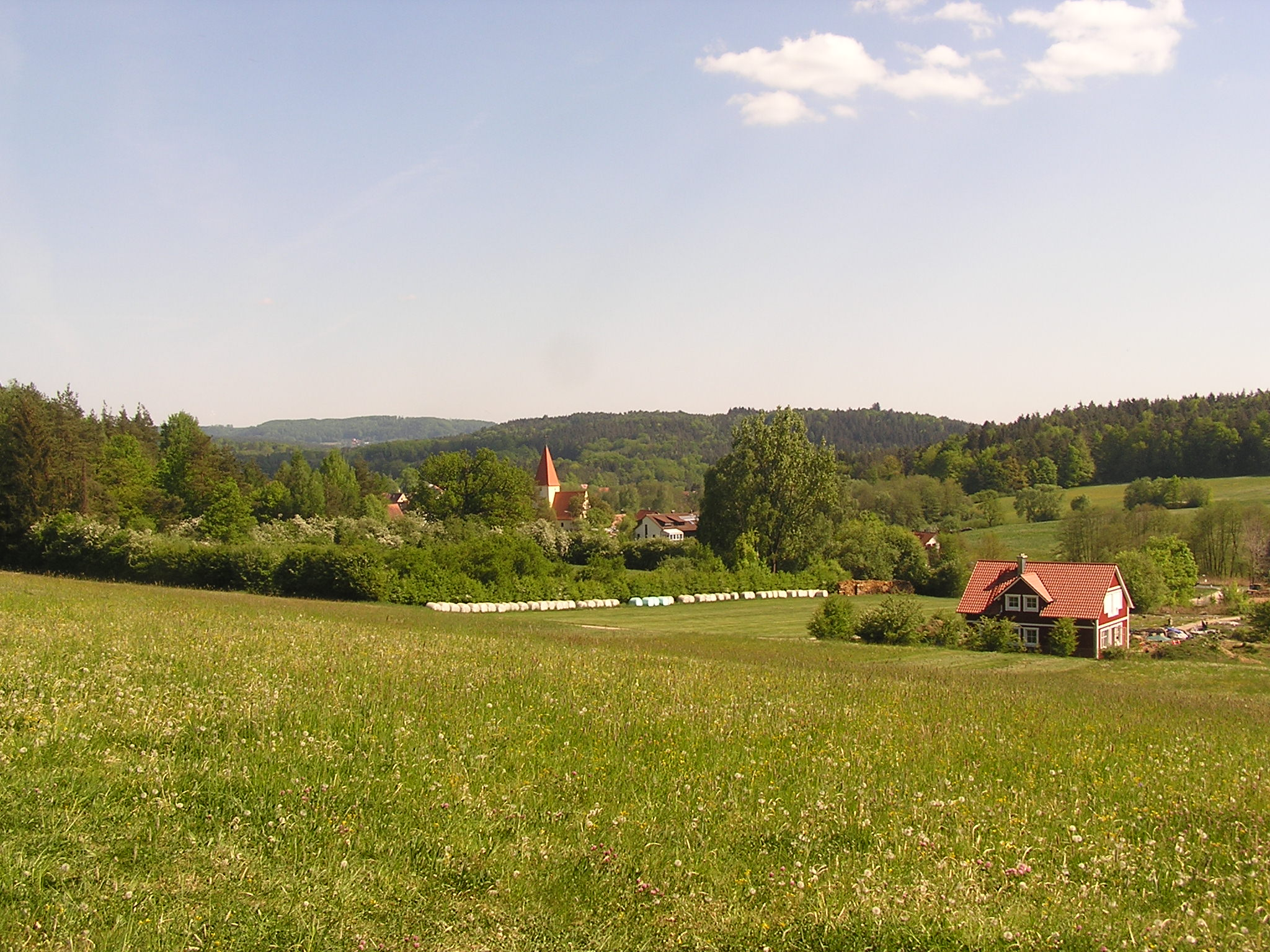
Der Altdorfer Gemeindeteil Hagenhausen

Hagenhausen ist ein Gemeindeteil der Stadt Altdorf bei Nürnberg im Landkreis Nürnberger Land (Mittelfranken, Bayern). Die Gemarkung Hagenhausen hat eine Fläche von 5,177 km². Sie ist in 1807 Flurstücke aufgeteilt, die eine durchschnittliche Flurstücksfläche von 2832,03 m² haben.

## Name
Die Bedeutung des Namens ist nicht endgültig geklärt. Wahrscheinlich ist die Benennung nach einem Adelsgeschlecht Hego. Eine andere Quelle verweist auf den Namen Hago. Die Endsilben -hausen weisen auf einen Gründungszeitraum im 8. und 9. Jahrhundert hin. Im Mittelalter wurde der Ort Hegenhusen genannt. Im örtlichen Dialekt spricht man von Hånghausn.

## Geografische Lage
Durch das Kirchdorf fließt der Raschbach, ein rechter Zufluss der Schwarzach. Eine Gemeindeverbindungsstraße führt nach Altdorf zur Staatsstraße 2240 (2,5 km westlich) bzw. nach Schleifmühle ebenfalls zur St 2240 (1,1 km südlich). Weitere Gemeindeverbindungsstraßen führen nach Gnadenberg zur St 2240 (1 km südlich), nach Stöckelsberg (2,5 km östlich) und nach Unterrieden (2 km nördlich).

## Geschichte
Die Ortschaft entstand wohl während der Fränkischen Landnahme im 8. oder 9. Jahrhundert. Eine erstmalige Erwähnung des Ortes erfolgte im Jahr 1072, als Bischof Gundekar II. von Eichstätt eine Marienkirche in Hagenhausen weihte. 1127 wird das Geschlecht Rechen von Hohenlainbach als Besitzer von Hagenhausen genannt, denen das Geschlecht Schweppermann nachfolgt. Ein weiterer Beleg stammt aus dem Jahr 1225, als Jutta von Thann auf Burgthann ihre Höfe in Hagenhausen dem St. Egidienkloster in Nürnberg vermacht.
Seit wann Hagenhausen Pfarrdorf war, ist unklar. Sicher ist jedoch, dass zur Zeit nach dem Kirchenneubaus im 13./14. Jahrhundert 1380 ein eigener Pfarrer, Heinrich Schweppermann, genannt wurde. Die Kirche und das Herrenhaus wurden bei Kriegen mit der Reichsstadt Nürnberg zerstört. Ab 1426 erwarb das Birgittenkloster Gnadenberg vermehrt Güter in Hagenhausen und übernahm ab 1449 die Pfarrei.
1439 starb die Familie Schweppermann aus, Erbe war Albrecht von Egloffstein auf Reicheneck. Von ihm erwarb im gleichen Jahr Pfalzgraf Johann von Pfalz-Neumarkt die Pfarrei und Vogtei über Hagenhausen.
Das im Mittelalter bestehende Herrenhaus war bereits um 1560 eine Ruine und wurde als Ödes Schloss bezeichnet, heute ist nur noch ein Burgstall übrig.
1504 marschierten im Rahmen des Landshuter Erbfolgekriegs 4000 Nürnberger Söldner in die Oberpfalz und verwüsteten Hagenhausen. Im nachfolgenden Kölner Schiedsspruch am 30. Juli 1505 bekam die Reichsstadt Nürnberg die westliche Hälfte von Hagenhausen zugesprochen. Der Raschbach bildete die Grenze zur Oberpfalz, der größere westliche Teil kam zum Pflegamt Altdorf der Reichsstadt.
1529 gründete Hans Sieber in Hagenhausen am Raschbach eine der ersten Papiermühlen in der Nürnberger Gegend. Sie war bis 1864 in Betrieb und wurde nach dem Ersten Weltkrieg abgerissen.
Als nach der Reformation der Augsburger Reichs- und Religionsfrieden verkündet wurde, wechselte nach dem Prinzip Cuius regio, eius religio Hagenhaus öfter die Religionszugehörigkeit. So wurde es 1556 zusammen mit Nürnberg lutherisch, ab 1572 calvinistisch und 1626 wieder katholisch.
Während des Dreißigjährigen Krieges kam es 1635 beim Durchzug der schwedischen Armee zu Zerstörungen an der Kirche und im Dorf.
1806 beendete der Reichsdeputationshauptschluss die Nürnberger Herrschaft über Hagenhausen und das Dorf kam zum Königreich Bayern.
Hagenhausen wurde im Zuge der Verwaltungsreformen in Bayern 1808 eine Ruralgemeinde, die dem neu gebildeten Landgericht Pfaffenhofen (ab 1824 in Landgericht Kastl), und damit der Oberpfalz zugeordnet wurde.
Am 1. Januar 1895 wird die Gemeinde dem Bezirksamt (entspricht einem heutigen Landkreis) Altdorf zugewiesen und ist somit in Mittelfranken. 1862 wurde das Bezirksamt Altdorf aufgelöst und dem Bezirksamt Nürnberg zugeschlagen.
Mit der Auflösung des Landkreises Nürnberg am 1. Juli 1972 kam Hagenhausen zum neu gebildeten Landkreis Nürnberger Land. Am 1. Januar 1978 wurde diese im Rahmen der bayerischen Gebietsreform nach Altdorf eingemeindet.
1966 wurde das Segelfluggelände Altdorf-Hagenhausen eröffnet.

## Einwohnerentwicklung
| Jahr          | 1910 | 1933 | 1939 | 1987 | 2013 | 2016 |
| Einwohnerzahl | 249  | 263  | 257  | 448  | 660  | 681  |

## Baudenkmäler

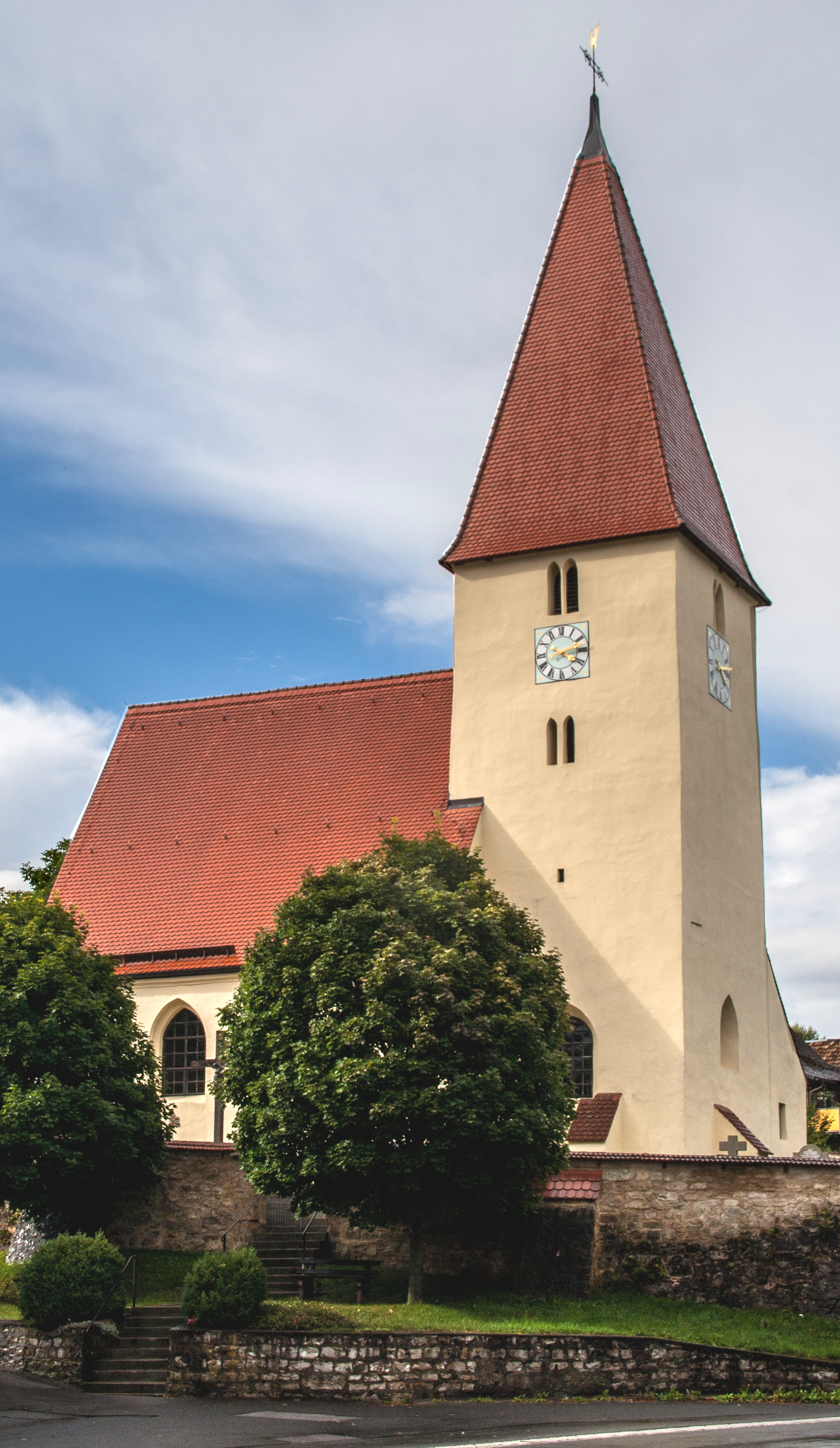
St. Maria Dolorosa

In Hagenhausen befindet sich die 1072 geweihte katholische Kirche St. Maria Dolorosa.

## Wirtschaft und Infrastruktur

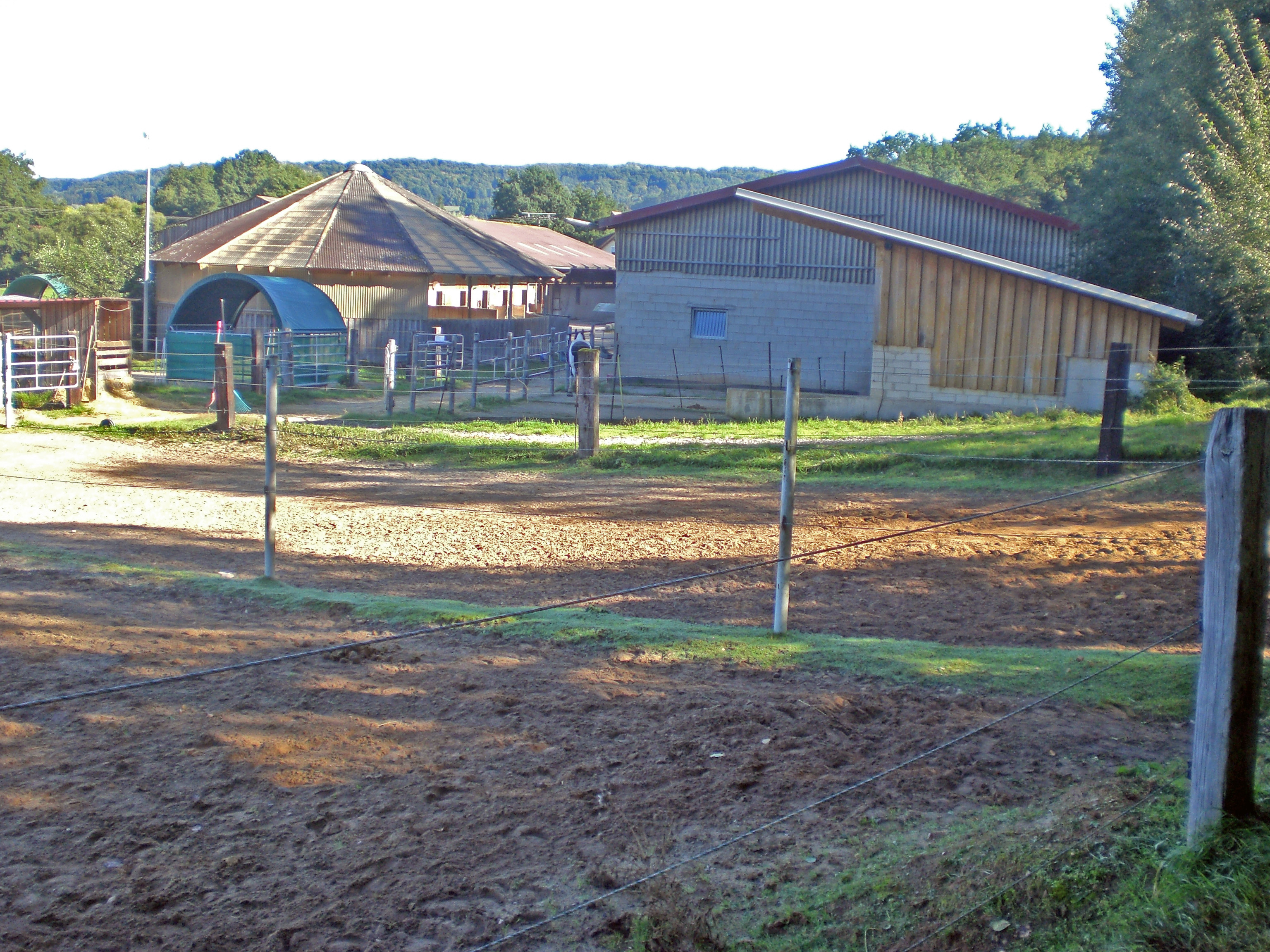
Reitanlage in Hagenhausen

In Hagenhausen gibt es einen Gasthof, der jedoch nur zeitweise öffnet und einen großen Reiterhof.